# Куновка (присілок)
Куновка (рос. Куновка) — присілок в Юхновському районі Калузької області Російської Федерації.
Населення становить 6 осіб. Входить до складу муніципального утворення Присілок Бєляєво.

## Історія
Від 2004 року входить до складу муніципального утворення Присілок Бєляєво

## Населення
| 2010 |
| ---- |
| 6    |